# Mont Conner
Pour les articles homonymes, voir Conner.
Le mont Conner (aussi connu comme Attila ou Artilla, voire Mount Connor), est un inselberg  culminant à 859 m d'altitude dans le Sud-Ouest du Territoire du Nord (Australie). Le mont Conner est situé dans le domaine de Curtin Springs, à 285 km au sud-ouest d'Alice Springs et à 100 km à l'est de Yulara.
Son nom britannique lui a été attribué par William Gosse  en 1873 d'après un homme politique d'Australie-Méridionale, M. L. Conner qui aida à l'installation des premiers colons en Australie.

## Topographie
Vu de loin, le mont Conner peut être confondu avec l'inselberg d'Uluru/Ayers Rock dont il est relativement peu éloigné, à 88 km au nord-ouest.
Le mont Conner se présente en un vaste relief tabulaire massif (mesa) d'un commandement de 300 m au-dessus de la pénéplaine alentour. En vue aérienne, il a une forme de fer à cheval.

## Géomorphologie et géologie
Le mont Conner s'inscrit au sud du vaste bassin du lac Amédée (environ 170 000 km2) présentant une stratigraphie du Néoprotérozoïque et du Cambrien précoce au Dévonien.
Le bassin d'Amédée accumule jusqu'à 14 km de roches sédimentaires marines et continentales du Néoprotérozoïque à la fin du Paléozoïque. Il constitue avec d'autres bassins sédimentaires proches d'âge similaire (bassins d'Officer, de Georgina, de Ngalia), vraisemblablement un superbassin centralien.
Le bassin a été localement déformé au cours de l’orogenèse de Petermann (Néoprotérozoïque tardif - Cambrien), et plus largement au cours de l'orogenèse d’âge paléozoïque d'Alice Springs. Ces événements tectoniques ont fragmenté le centre de l’Australie. Le bassin est émergé depuis quelque 50 millions d’années.
La mesa est coiffée de grès et disséquée en gorges aux parois abruptes. Deux lignes de crêtes de grès entourent le mont Conner dans un très vaste paysage de plaines de sable et de champs de dunes. Les parois de l'inselberg sont raides et se terminent par une forte couverture d'éboulis sur tout le pourtour.
Des stromatolithes (formation de Loves Creek) silicifiés font partie des éléments intéressants de la biostratigraphie locale.
La reconnaissance de la présence possible de la formation de Wallara est particulièrement importante car cela témoignerait du Cryogénien en Australie.